# Aviatik B.I
L'Aviatik B.I est un biplan de reconnaissance allemand de la Première Guerre mondiale.

## Un avion non armé
Dessiné en 1914 par Robert Wild à partir d’un biplan de sport de 1913, ce biplace fut produit avec deux types de cellules, P.14 avec 2 paires de mats d’entreplan ou P.15 avec 3 paires de chaque côté du fuselage. Le moteur était dans les deux cas un 6 cylindres en ligne Mercedes D I de 100 ch ou D II de 120 ch. Comme sur la majorité des avions utilisés au début de la Première Guerre mondiale l'observateur était installé en avant du pilote, et disposait d'un pistolet ou d'un mousqueton. Cette excellente machine fut construite à 98 exemplaires et largement utilisée par l’Armée Impériale Allemande sur le front français au début de la Première Guerre mondiale. Retiré du front à partir de septembre 1915, il resta utilisé dans les écoles. Ö-UFA lança la production de cet appareil en Autriche juste avant le début de la guerre, mais les performances furent jugées médiocres et 25 exemplaires seulement furent achevés (Série 31). 

## Les débuts de la guerre aérienne
Le 5 octobre 1914, dans le ciel de Jonchery-sur-Vesle, un Aviatik B.I de retour de mission fut surpris par un Voisin III français. Ce dernier engagea aussitôt le combat, et l'équipage allemand eut la désagréable surprise de constater que son adversaire disposait d'une petite mitrailleuse de bord de type Hotchkiss. La lutte était inégale, l'Allemand ne disposant pour toute défense que d'un fusil d'infanterie; elle n'en fut pas moins longue et acharnée. Finalement, l'Aviatik tomba en flammes derrière les lignes françaises. Le sergent-pilote Joseph Frantz et son mécanicien-mitrailleur Louis Quénault venaient de remporter la première victoire aérienne homologuée de l'histoire. Le B I fut donc par la suite équipé d’une mitrailleuse avant, le passager devant se lever complètement pour tirer par-dessus le disque d’hélice.

## Des dérivés austro-hongrois
- Aviatik B.II : Plus petit que le B.I et équipé d'un Austro-Daimler de 120 ch, ce biplace toujours non armé (L'observateur pouvait emporter 2 bombes de 10 kg) fut produit en petite série (Série 32) par Ö-UFA en 1915. Une seconde série (Série 34) combinait la même cellule avec le moteur, le radiateur et l'armement du B.III, ce qui permettait d'emporter 3 bombes de 20 kg. Malgré ses qualités, il fut retiré de première ligne début 1916.

- Aviatik B.III : Ce nouveau modèle se distinguait par une envergure agrandie, un moteur Austro-Daimler de 160 ch et un radiateur situé non plus le long des flancs du fuselage mais au-dessus du moteur. Mais surtout le pilote passait devant l'observateur, les deux postes étant réunis, et le passager disposait d'une mitrailleuse. Il devait cependant se lever totalement pour utiliser cette arme, qui tirait au-dessus du disque de l'hélice. Cet avion (Série 33) fut utilisé sur le front russe pour des reconnaissances à longue distance, mais réagissait très lentement aux commandes, ce qui lui valut, outre la forme du cockpit, le surnom de "gondole".